# The School for Lovers
Pour plus de détails, voir Fiche technique et Distribution.
The School for Lovers est un film pornographique gay produit par Lucas Kazan Productions et réalisé par Lucas Kazan, sorti en 2006.
Il s'inspire de l'opéra Così fan tutte de Wolfgang Amadeus Mozart au livret écrit par Lorenzo Da Ponte, dont il reprend le sous-titre comme titre (La scuola degli amanti),.

## Synopsis
« Ferrando et Guglielmo croient en l'amour inconditionnel de leurs amants respectifs. Mais le machiavélique Alfonso, chez qui ils passent le week-end, est bien décidé à leur prouver le contraire. Pour lui, en effet, les mecs ne pensent qu'au sexe et ne résistent jamais à la tentation. Ferrando et Guglielmo donnent alors les pleins pouvoirs à Alfonso et acceptent que la fidélité de leurs amants soit mise à l'épreuve pendant 24 heures… »

## Fiche technique
- Titre original : The School for Lovers
- Réalisation : Lucas Kazan
- Scénario :
- Photographie : Leonardo Rossi
- Montage : Egisto Mastroianni
- Musique : Andrea Ruscelli
- Producteur : Lucas Kazan, Ettore Tosi
- Société de production : Lucas Kazan Productions
- Sociétés de distribution :
- Langues : italien, tchèque
- Format : Couleur - 1.33[2]
- Genre : Film pornographique
- Durée : 81 minutes
- Dates de sortie : novembre 2006  États-Unis

## Distribution
- Matthias Vannelli : Ferrando
- Toma Dvorak : Guglielmo (sous le nom de Jason)
- Jean Franko : Alfonso
- Karel Rok : Fiorino
- Roberto Giorgio : Despino
- John Cruise : Dorino (sous le nom de Martin Dejdar)
- Joseph Ther (sous le nom de Samuel Dolce)
- Fabinho

## Réception

### Accueil critique
The School for Lovers a reçu des critiques diverses, souvent élogieuses, de la presse spécialisée.
Critique d'X Factor : « Kazan demeure le maître de la lumière et du décor. Ses intérieurs en particulier sont exquis dans leur perfection pastorale et leur emploi des éclairages et de la couleur. Des corps spectaculaires […] n'apparaissent que plus à leur avantage encore sous la caméra de Kazan . »
Critique d'Inches : « Les films de Kazan ont toujours belle allure et The School for Lovers ne fait pas exception. Des lieux somptueux, une vidéographie de haute définition haut de gamme et de beaux interprètes font de cette vidéo un nouveau succès. »
Critique de Gay Video Review : « The School for Lovers n'apporte pas l'amusement salace et franc qu'une version homo plus roublarde de Così fan tutte aurait donné. C'est guindé, mince, mal monté, et légèrement ennuyeux, même pour 83 minutes. Mais ce n'est pas déshonorant. La distribution est au moins aussi cohérente dans son pittoresque que les décors italiens. »

## Récompenses
- Grabby Awards 2007 : Meilleure vidéo internationale[6]
- GayVN Awards 2007 : Prix du meilleur film étranger, et prix du meilleur acteur dans un film étranger pour Jean Franko[7]